# Anselmo Fuerte
Anselmo Fuerte Abelenda (Madrid, 27 gennaio 1962) è un ex ciclista su strada spagnolo.
Professionista dal 1985 al 1993, si classificò per due volte terzo alla Vuelta a España.

## Carriera
Passato professionista nel 1984, Fuerte si mise in luce subito come buon scalatore alla Vuelta a la Comunidad de Madrid. Tra le vittorie ottenute nei dieci anni di professionismo, la più rilevante fu la classifica generale della Vuelta a Aragón conquistata nel 1987, anno in cui si segnalò anche nei grandi giri: concluse all'ottavo posto il Tour de France, sfiorando anche la vittoria della maglia a pois, e al settimo alla Vuelta a España. Tuttavia non seppe riconfermarsi alla Grande Boucle, mentre la Vuelta lo vide protagonista di due terzi posti finali.
Nella Vuelta 1988 fu battuto solo al penultimo giorno: dopo aver strappato la maglia al connazionale Laudelino Cubino nella quindicesima tappa, perse tutto il margine nella diciannovesima frazione, una cronometro di 30 chilometri, venendo sorpassato nella generale da Sean Kelly, poi vincitore, e da Reimund Dietzen; due anni dopo fu invece preceduto da Marco Giovannetti e da Pedro Delgado, mentre nell'edizione 1991 dovette mettersi al servizio del compagno di squadra Melchor Mauri.
Tra i piazzamenti, ottenne un terzo posto nella Vuelta Burgos 1987 e nella Vuelta a Asturias dello stesso anno, fu poi secondo nella Setmana Catalana del 1988 e del 1991. Dopo il ritiro dalle corse, avvenuto nel 1993, rimase nel mondo delle due ruote: collaborò con riviste sportive dedicate al ciclismo, fu commentatore di ciclismo per una televisione spagnola e svolse anche l'attività di direttore sportivo.

## Palmarès
- 1984 (Dilettanti)

Classifica generale Vuelta a la Comunidad de Madrid
- 1986 (Zor - BH, una vittoria)

4ª tappa Vuelta al País Vasco (Oyón > Bilbao)
- 1987 (BH, tre vittorie)

Classifica generale Vuelta a Aragón
1ª tappa Vuelta a los Tres Cantos
Classifica generale Vuelta a los Tres Cantos

### Altri successi
- 1985 (Zor - Gemeaz)

5ª tappa Vuelta a Murcia (Torre Pacheco, cronosquadre)
- 1988 (BH)

3ª tappa Vuelta a España (Teide > Las Palmas, cronosquadre)
Pavo de Fuenlabrada
- 1990 (O.N.C.E. - Look - Mavic)

1ª tappa Vuelta a España (Benicassim, cronosquadre)
1ª tappa Vuelta a Burgos (Villalbilla > Melgar de Fernamental, cronosquadre)
- 1991 (O.N.C.E. - Look - Mavic)

2ª tappa Vuelta a España (Montijo > Badajoz, cronosquadre)
- 1992 (O.N.C.E. - Look - Mavic)

1ª tappa Vuelta a Andalucia (Chicania, cronosquadre)

## Piazzamenti

### Grandi giri
- Giro d'Italia

1985: ritirato (5ª tappa)
1992: 49º
- Tour de France

1985: 109º
1986: 31º
1987: 8º
1988: ritirato (12ª tappa)
1989: 26º
1990: 24º
1991: 37º
- Vuelta a España

1986: 9º
1987: 7º
1988: 3º
1989: ritirato (19ª tappa)
1990: 3º
1991: ritirato (20ª tappa)
1992: ritirato (9ª tappa)
1993: 45º

### Competizioni mondiali
- Campionati del mondo su strada

Villach 1987 - In linea: ritirato